# Berlești
Berlești is een Roemeense gemeente in het district Gorj.
Berlești telt 2381 inwoners.